# Sarajewo (Kaliningrad)
Sarajewo (russisch Сараево, deutsch Ihlnicken) ist ein Ort in der russischen Oblast Kaliningrad. Er gehört zur kommunalen Selbstverwaltungseinheit Stadtkreis Selenogradsk im Rajon Selenogradsk.

## Geographische Lage
Sarajewo liegt 39 Kilometer nordwestlich der Stadt Kaliningrad (Königsberg) und ist über Ochotnoje (Bieskobnicken) an der Kommunalstraße 27K-159 von Jantarny (Palmnicken) nach Krasnotorowka (Heiligenkreutz) zu erreichen. Bis 1945 war Ihlnicken Bahnstation an der Bahnstrecke von Warnicken (heute russisch Lesnoje) an der Samlandbahn über Palmnicken nach Fischhausen (heute russisch Primorsk) an der Ostpreußischen Südbahn.

## Geschichte
Das bis 1946 Ihlnicken genannte Dorf an der Westküste des Samlandes wurde 1348 gegründet. 
Im Jahre 1874 wurde es dem neu errichteten Amtsbezirk Heiligenkreutz (heute russisch: Krasnotorowka) zugeordnet und gehörte zum Landkreis Fischhausen im Regierungsbezirk Königsberg der preußischen Provinz Ostpreußen. Im Jahre 1910 zählte der Ort 205 Einwohner.
Am 17. Oktober 1928 verlor Ihlnicken seine Eigenständigkeit und wurde in die Nachbargemeinde Klein Hubnicken (heute russisch: Klenowoje) eingegliedert. Damit war das Dorf dem Amtsbezirk Palmnicken (heute russisch: Jantarny) zugeordnet, der 1939 dem Landkreis Samland beitrat.
In Kriegsfolge kam Ihlnicken 1945 mit dem nördlichen Ostpreußen zur Sowjetunion. Der Ort erhielt im Jahr 1947 die russische Bezeichnung Sarajewo und wurde gleichzeitig dem Dorfsowjet Jantarski selski Sowet im Rajon Primorsk zugeordnet. Später gelangte der Ort in den Powarowski selski Sowet. Von 2005 bis 2015 gehörte Sarajewo zur Landgemeinde Krasnotorowskoje selskoje posselenije und seither zum Stadtkreis Selenogradsk.

## Kirche
In Ihlnicken lebten vor 1945 fast ausschließlich evangelische Einwohner. Das Dorf war in das Kirchspiel der Pfarrkirche in Heiligenkreutz (heute russisch: Krasnotorowka) eingegliedert und gehörte zum Kirchenkreis Fischhausen (Primorsk) in der Kirchenprovinz Ostpreußen der Kirche der Altpreußischen Union. Heute liegt Sarajewo im Einzugsbereich der neu entstandenen Auferstehungskirche in Kaliningrad (Königsberg) innerhalb der Propstei Kaliningrad der Evangelisch-lutherischen Kirche Europäisches Russland.